# Novitiae Florae Suecicae
Novitiae Florae Suecicae (abreviado Novit. Fl. Suec.) es un libro con ilustraciones y descripciones botánicas que fue escrito por el micólogo, pteridólogo, algólogo y botánico sueco Elias Magnus Fries y publicado en Lund en 7 partes en los años 1814-1824, con el nombre de Novitiae Florae Suecicae. Quas, Venia Ampl. Ord. Phil. Lundens, Peaeside [sic] Carolo Ad. Agardh,...

## Publicación
- Parte 1, 11 de mayo de 1814;
- Partic 2, 11 de mayo de 1814;
- Parte 3, 12 de marzo de 1817;
- Parte 4, 12 de marzo de 1817;
- Parte 5, 2 de junio de 1819;
- Parte 6, 5 de junio de 1832; parte 6 cont. 5 de junio de 1823;
- Parte 7 (= 6, cont. 2), 14 de junio de 1823;
- Parte 7, 28 de abril de 1824